# Beata Brausil
Beata Brausil (Pitomača, 2. travnja 1902. — Zagreb, 21. srpnja 1969.), hrvatska liječnica internistica. Bavila se hematološkom morfologijom i dijetetikom.

## Životopis
Rođena u Pitomači. U Parizu i Zagrebu studirala medicinu. Diplomirala u Zagrebu 1928. godine. Zaposlila se u Zagrebu 1930. gdje radi na Internoj klinici sve do mirovine. Na Internoj je klinici bila voditeljicom Središnjeg laboratorija, a od 1947. hematološkog laboratorija. Habilitirala 1949. se za privatnog docenta radom Razvitak Gaucherovih stanica u srži kosti. Predavala na Medicinskom fakultetu u Zagrebu. Znanstvene članke objavila u Liječničkom vjesniku i drugim znanstevnim časopisima.

## Vanjske poveznice
- US National Library of Medicine National Institutes of Health PubMed: Milić N.: [Prof. Beata Brausil. MD (April 2, 1902--July 21, 1969]., Lijec Vjesn. 1969;91(12):1363-4.